# فرانه ورقا خادم
فرانه ورقا-خادم (متولد ۱۹۴۹) یک عصب‌شناس شناختی ایرانی-انگلیسی است که اهم پژوهش‌های او در زمینه فراموشی رشدی در میان کودکان است. فرانه بخشی از تیمی بود که ژن FOXP2، به اصطلاح «ژن گفتار» را شناسایی کرد، که تبیین می‌کند چرا انسان قادر به تکلم بوده اما شامپانزه‌ها قادر به صحبت کردن نیستند.

## تحصیلات
ورقا-خادم در دانشگاه مک گیل و دانشگاه ماساچوست تحصیل کرده‌است.

## فعالیت‌ها و پژوهش‌ها
وی به عنوان رئیس بخش عصب روان‌شناسی بالینی در بیمارستان بزرگ اورموند استریت و مدیر مرکز علوم عصبی شناختی رشدی در دانشگاه کالج لندن خدمت کرده‌است. فرانه در سال ۲۰۱۳ برنده جایزه BPS یک عمر دستاورد باربارا ویلسون شد.